# 艾莉婕
艾莉婕（法語：Alizée，1984年8月21日—），本名阿利澤·雅科泰（Alizée Jacotey），法國女歌手。她在15歲時出道，她以羅莉塔的形象為她的註冊商標。

## 簡歷
1999年，艾莉婕參加法國電視六台《明星种子》节目選拔試鏡，她的表現讓在場的法國首席女歌手瑪蓮·法莫及她的專屬製作人洛朗·布通納驚為天人。立即和艾莉婕簽下了唱片合約。雙方合作後，艾莉婕推出的首支主打單曲「百變羅莉塔」，推出後立即席捲整個歐洲：登上西班牙、義大利单曲榜冠军，法国、奥地利、比利时、德国、荷兰单曲榜前五；這支單曲的銷售量不僅止於在法國獲頒鑽石唱片，包括在比利時录得雙白金、瑞士录得金唱片、德國录得金唱片，而在其他歐洲各國紛紛录得雙白金或金唱片的紀錄。挾著這首單曲勢如破竹的驚人氣勢，艾莉婕的法語專輯在全球創下萬張的銷售量，並贏得M6音樂大獎與NRJ音樂獎所頒發的「法國最有前途新人獎」、「最佳音樂網站」與世界音樂獎。年專輯正式在全歐洲以及俄羅斯、加拿大、日本發行，並於俄羅斯贏得HIT FM音樂獎；舞姿也被粉絲調侃為“最會搖臀的法國女歌星”，其经典舞步甚至被应用成网络游戏魔兽世界夜精灵种族女性的跳舞动作。
艾莉婕的音乐风格包括香颂、流行乐及舞曲，曲风多变。
2003年11月，她与法国歌手傑里米·查特萊恩（Jérémy Chatelain）在美国拉斯维加斯登记结婚，并于次年暂别歌坛，2005年诞下女儿安妮麗·查特萊恩（Annilee Chatelain），直到2007年才正式复出。期间不断有复出传闻，但均未得到证实，但她曾在自己的官方声明中表明她会归来。
复出后她结束了与瑪蓮·法莫及洛朗·布通納的合作关系，新专辑中有讓·福柯（Jean Fauque）、奧克西莫·普希諾（Oxmo Puccino）、丹尼爾·達克（Daniel Darc）、伯特蘭德·貝格拉特（Bertrand Burgalat）等音乐人的参与，而她的丈夫也参与了专辑的制作。

## 唱片作品
- 專輯
  - Gourmandises（第一次接觸）
  - Mes courants électriques（註：台灣則另行推出“艾莉婕魔法電波挑逗台灣紀念盤”）
  - Alizée en concert
  - Psychédélices（發售日：2007年12月3日）
  - Une enfant du siècle（發售日：2010年3月29日）
  - 5（發售日：2013年3月25日）
  - Blonde（發售日：2014年6月23日）

## 家庭
- 艾莉婕來自一個頗為富裕的家庭，她的父親是電腦科學家，母親是商界女強人。此外，她還有一位兄弟。
- 此外，艾莉婕的名字 在法語中的意思是“信風”。
- 她的丈夫傑里米·查特萊恩也是一名歌手，二人在2005年4月29日於巴黎生下女兒安妮麗·查特萊恩。
- 2011年與傑里米·查特萊恩分居，2012年離婚。2013年與現任男友Grégoire Lyonnet一同參與Dance avec les stars。

## 外部連結
- 官方網頁 （页面存档备份，存于）（法文）
- 歌迷網頁（德文）（法文）（西班牙文）（英文）
- Alizee Info （页面存档备份，存于）
- 歌迷網頁 （页面存档备份，存于）（德文）、（英文）
- Alizée - J'en Ai Marre, EuroBest
- Alizée - La Isla Bonita
- Alizée - J'ai Pas Vingt Ans
- Alizée - Gourmandises
- Alizée - Ella, Elle L'a
- Alizée - Moi... Lolita
- Alizée - L'Alizé